# Грищук Валентин Самкович
Грищук Валентин Самкович (21 березня, 1951, с. Плесна, Шепетівський район, Хмельницька область — 21 травня 2019 року, м. Шепетівка) — міський голова Шепетівки у 1994—1998 роках, заступник голови Хмельницької обласної ради.   

## Освіта
У 1966 році закінчив восьмирічну школу в с. Плесна. У 1968 році закінчив Шепетівську середню школу №2. У 1977 році закінчив Кам'янець-Подільський сільськогосподарський інститут за спеціальністю «Інженер-механік сільського господарства».

## Кар'єра
- 1968 — 1969 рр. — працював електриком у колгоспі «Більшовик» с. Плесна;
- 1969-1971 рр. — проходив службу в лавах Радянської Армії;
- 1971 — 1977 рр. — навчався у Кам'янець-Подільському сільськогосподарському інституті, факультет «Механізація сільського господарства»;
- 1977-1980 рр. — заступник керуючого по автотранспорту Шепетівського об'єднання «Райсільгосптехніка»;
- 1980-1984 рр. — звільнений секретар парткому колгоспу «Зоря» с.Дубіївка;
- 1984-1990 рр. — голова колгоспу «Зоря» с. Дубіївка;
- З лютого 1990 по жовтень 1990 року — голова колгоспу «Світанок» с.Городнявка;
- 1990-1991 рр. — другий секретар Шепетівського міськкому Компартії України;
- 1991-1992 рр. — директор заводу вогнетривів колгоспу «Світанок» с.Городнявка;
- 1992-1994 рр. — директор Шепетівського РТП;
- 1994-1998 рр. — голова Шепетівської міської ради;
- 1998-2006 рр. — голова правління ВАТ «Шепетівський хлібозавод»;
- 2006–2010 рр.  — обраний до Хмельницької обласної ради за списком Соціалістичної партії України, член цієї партії. Був заступником голови облради.
- з 2010 року разом з дружиною займався селянсько-фермерським господарством «Здобуток».

## Родина
Батько — Грищук Самко Йосипович, народився у с. Плесна, інвалід І групи по зору, з 1938 р. — завідувач сільського клубу с. Плесна, засновник Плесенського народного аматорського театру, співзасновник Шепетівського УТОСу. Мати — Грищук Євгенія Онисипівна — медична сестра, родом з Вінниччини, Крижопільського р-ну.